# Charles Duhigg
Charles Duhigg (New Mexico, 1974) è uno scrittore e giornalista statunitense.

Giornalista del The New York Times, nel 2013 ha ricevuto il premio Pulitzer insieme ad altri suoi colleghi per una serie di articoli su Apple e su altre aziende tecnologiche.
È noto per il libro Il potere delle abitudini (The Power of Habit), tradotto in italiano da Marco Silvio Sartori e pubblicato da TEA.